# John G. Wallenmeier junior
John G. Wallenmeier junior (* 10. Oktober 1862 in Buffalo, New York; † 25. Oktober 1917 in Tonawanda, New York) war ein US-amerikanischer Politiker (Republikanische Partei). Er war von 1905 bis 1907 Treasurer of State von New York.

## Werdegang
John G. Wallenmeier junior wurde während des Bürgerkrieges in Erie County geboren. Über seine Jugendjahre ist nichts bekannt. 1896 unterstützte er bei der Republican State Convention in New York die Nominierung von William McKinley für das Amt des Präsidenten der Vereinigten Staaten gegen die Mehrheit, angeführt von Thomas C. Platt, die Levi P. Morton unterstützte. Nach der Wahl von McKinley zum Präsidenten ernannte dieser Wallenmeier zum Postmeister von Tonawanda. Wallenmeier nahm 1904 als Ersatzdelegierter an der Republican National Convention teil. Die Republikanische Partei nominierte ihn für das Amt des Treasurer of State von New York. In der folgenden Wahl im November 1904 errang er einen Sieg. 1906 wurde er erneut durch die Republikanische Partei für den Posten des Treasurers of State nominiert. In der folgenden Wahl im November 1906 erlitt er eine Niederlage gegenüber dem Demokraten Julius Hauser.